# Elecciones presidenciales de Estados Unidos de 2024 en Oregón
Las elecciones presidenciales de Estados Unidos de 2024 en Oregón se llevaron a cabo el 5 de noviembre de 2024, como parte de las elecciones presidenciales de Estados Unidos de 2024. Los votantes de Oregón eligieron a los ocho electores que los representarían en el Colegio Electoral mediante votación popular.
Los demócratas han ganado Oregón en todas las elecciones presidenciales desde 1988, y lo han hecho consistentemente por dos dígitos a partir de 2008. Un estado fuertemente demócrata en la actualidad, forma parte de la Costa Oeste con tendencia demócrata y se preveía que Kamala Harris ganara cómodamente en 2024.

## Resultados

### Generales
| Partido                           | Partido            | Candidato                        | Votos     | %   |
| --------------------------------- | ------------------ | -------------------------------- | --------- | --- |
|                                   | Demócrata          | Kamala Harris                    |           |     |
|                                   | Republicano        | Donald Trump                     |           |     |
|                                   | Nosotros el Pueblo | Robert F. Kennedy Jr. (retirado) |           |     |
|                                   | Verde del Pacífico | Jill Stein                       |           |     |
|                                   | Libertario         | Chase Oliver                     |           |     |
|                                   | Progresista        | Cornel West                      |           |     |
|                                   | Constitución       | Randall Terry                    |           |     |
| Escritos                          |                    |                                  |           |     |
|                                   |                    |                                  |           |     |
| Total                             | Total              | Total                            |           | 100 |
| Participación                     |                    |                                  |           |     |
| Registrados                       | Registrados        | Registrados                      | 3,067,934 |     |
|                                   |                    |                                  |           |     |
| Fuente: Oregon Secretary of State |                    |                                  |           |     |

### Por condado
|            | Harris Demócrata | Harris Demócrata | Trump Republicano | Trump Republicano | Total       | Margen | Margen |
| Condado    | Votos            | %                | Votos             | %                 | Total       | Votos  | %      |
| ---------- | ---------------- | ---------------- | ----------------- | ----------------- | ----------- | ------ | ------ |
| Baker      |                  |                  |                   |                   | En curso... |        |        |
| Benton     |                  |                  |                   |                   | En curso... |        |        |
| Clackamas  |                  |                  |                   |                   | En curso... |        |        |
| Clatsop    |                  |                  |                   |                   | En curso... |        |        |
| Columbia   |                  |                  |                   |                   | En curso... |        |        |
| Coos       |                  |                  |                   |                   | En curso... |        |        |
| Crook      |                  |                  |                   |                   | En curso... |        |        |
| Curry      |                  |                  |                   |                   | En curso... |        |        |
| Deschutes  |                  |                  |                   |                   | En curso... |        |        |
| Douglas    |                  |                  |                   |                   | En curso... |        |        |
| Gilliam    |                  |                  |                   |                   | En curso... |        |        |
| Grant      |                  |                  |                   |                   | En curso... |        |        |
| Harney     |                  |                  |                   |                   | En curso... |        |        |
| Hood River |                  |                  |                   |                   | En curso... |        |        |
| Jackson    |                  |                  |                   |                   | En curso... |        |        |
| Jefferson  |                  |                  |                   |                   | En curso... |        |        |
| Josephine  |                  |                  |                   |                   | En curso... |        |        |
| Klamath    |                  |                  |                   |                   | En curso... |        |        |
| Lake       |                  |                  |                   |                   | En curso... |        |        |
| Lane       |                  |                  |                   |                   | En curso... |        |        |
| Lincoln    |                  |                  |                   |                   | En curso... |        |        |
| Linn       |                  |                  |                   |                   | En curso... |        |        |
| Malheur    |                  |                  |                   |                   | En curso... |        |        |
| Marion     |                  |                  |                   |                   | En curso... |        |        |
| Morrow     |                  |                  |                   |                   | En curso... |        |        |
| Multnomah  |                  |                  |                   |                   | En curso... |        |        |
| Polk       |                  |                  |                   |                   | En curso... |        |        |
| Sherman    |                  |                  |                   |                   | En curso... |        |        |
| Tillamook  |                  |                  |                   |                   | En curso... |        |        |
| Umatilla   |                  |                  |                   |                   | En curso... |        |        |
| Union      |                  |                  |                   |                   | En curso... |        |        |
| Wallowa    |                  |                  |                   |                   | En curso... |        |        |
| Wasco      |                  |                  |                   |                   | En curso... |        |        |
| Washington |                  |                  |                   |                   | En curso... |        |        |
| Wheeler    |                  |                  |                   |                   | En curso... |        |        |
| Yamhill    |                  |                  |                   |                   | En curso... |        |        |